# Сапеи
Сапе́и (др.-греч. Σαπαῖοι, Σάπαι) — фракийское племя, в эллинистический период проживавшее на южных склонах горной цепи Родопы. Сапеи управлялись собственными полунезависимыми царями (парадинастами), которые к концу I века до н. э. распространили свою гегемонию на все фракийские территории и правили под римским протекторатом до превращения Фракии в римскую провинцию.

## Территория обитания
Геродот в своей «Истории» при перечислении племён побережья Фракийского моря помещает сапеев между племенами бистонов и дарсеев, что позволяет определить их возможное местонахождение в тот период в районе Ксантийской равнины и южных предгорий Родоп с предгорными равнинами к востоку от нижнего течения реки Нестос. Согласно «Географии» Страбона, сапеи соседствовали с бессами, обитавшими ближе к истоку Геброса. Фридрих Любкер, опираясь на сведения Геродота и Страбона, писал, что сапеи жили «на горах Пангейских, между озером Бистонийским и морским берегом, у сапейских ущелий и дальше по ту сторону гор». Во II—I веках до н. э. наиболее заметным присутствие сапеев было именно на эгейском побережье. В этот период племенному царству сапеев на востоке подчинялось племя корпилов, а на западе его границы простирались до реки Нестос, что свидетельствует о существенном перемещении племени сапеев на восток, к нижнему течению Геброса.

## История

### Парадинастический период
Самые ранние сведения о сапеях относится к Геродоту, который всего лишь упоминает их при перечислении племён, обитавших у побережья Фракийского моря. Можно предположить, что в конце VI века до н. э. сапеи вместе с другими фракийцами попали под власть персидской империи Ахеменидов и в 480 году до н. э. вынуждены были участвовать в греческом походе Ксеркса I. Согласно Фукидиду границы Одрисского царства, возникшего после изгнания из Фракии персов, достигали города Абдеры, расположенного к востоку от устья реки Нестос, что заставляет задуматься о том, входили ли в то время сапейские территории в состав одрисского государства или сапеи были независимы либо полунезависимы от одрисских царей. Скудность историко-географических данных о том периоде истории Фракии не позволяет ответить на этот вопрос однозначно.
В составе Одрисского царства сапеи составляли одно из фракийских племён, пользовавшихся определённой политической автономией. Верховные правители одрисского государства вынуждены были мириться с существованием полунезависимых племенных (в том числе, сапейских) династов, фактически являвшихся «удельными князьями» или соправителями (парадинастами) одрисских царей, которые, в свою очередь, сами происходили из вождей фракийского племени одрисов. Насколько можно судить по упоминаниям в источниках, парадинасты были родственниками одрисских царей Тересидов. Паллиативность власти одрисских царей являлась причиной политической нестабильности их государства, периодически распадавшегося на части или подпадавшего под власть иноземных захватчиков. Длительная борьба одрисских царей с политическим влиянием парадинастов привела к распаду Одрисского государства на три части в 358 году до н. э..
Земли сапеев, возможно, относились к той части Фракии, которая в результате распада государства перешла под управление царя Амадока II. Около 351 года до н. э. Амадока сменил его сын Терес II, который в 342 году до н. э. был побеждён войсками вторгшегося во Фракию македонского царя Филиппа II. В результате, территория сапеев была включена в состав нарождавшейся Македонской империи. Также возможно, что Терес или его ближайшие родственники не только пережили македонское нашествие, но и сохранили политическую автономию сапеев и других окрестных племён, уступив Филиппу II приморские земли и признав над собой его верховную власть. По мнению ряда исследователей (в частности, Д. Попова), сапейские цари II—I веков до н. э. были прямыми потомками одрисского царского рода Тересидов. Согласно другой версии, сапейские земли при разделе Одрисского царства могли войти в состав удела царя Берисада и его сына Кетрипора. После вторжения Филиппа II сапеи могли перейти под его власть, а могли отступить в Родопы и стать теми самыми «независимыми фракийцами», о существовании которых в начале правления Александра Македонского сообщает Арриан.
В III—II веках до н. э. источники называют несколько крупных фракийских племенных государственных образований (во многом сохранявших черты племенных союзов), возглавляемых царями, существовавших на месте первоначального Одрисского царства. Среди них, кроме одрисов, упоминаются асты, кенов и сапеи. Цари этих племенных политий были настолько сильны, что совершали набеги на греческие города побережья и вступали в дипломатические отношения с правителями Вифинии, Пергама и Македонии. После смерти македонского царя Филиппа V в 179 году до н. э. сапейский царь Абруполис, считавшийся другом и союзником римлян, захватил Пангейские золотоносные шахты, принадлежавшие Македонии. В результате решительных ответных действий македонского царя Персея Абруполис был не только отброшен из македонских владений, но и изгнан из своей собственной страны. Через какое то время римляне потребовали от Персея вернуть Абруполису власть над сапеями, что послужило одним из поводов Третьей Македонской войны.
В послевоенный период в прибрежные земли сапеев вторгся одрисский царь Котис IV, бывший союзник Персея, добившийся у римлян прощения и ставший их союзником. Во время Четвёртой Македонской войны царём сапеев, вероятно, был Барсабас, поддержавший Псевдо-Филиппа в его борьбе с римлянами за власть над Македонией. После окончания войны в состав вновь созданной римской провинции Македония было включено и фракийское побережье Фракийского моря между низовьями Нестоса и Геброса, что, очевидно, лишило сапеев ранее принадлежавших им прибрежных районов (хотя, возможно, к тому времени сапеи уже оставили эти земли). После Четвёртой Македонской войны сапеи исчезают из исторических источников примерно на столетие.
Сапеи вновь появляются на исторической сцене в середине I века до н. э. Незадолго до этого прибрежные территории от реки Нестос до Византия в той или иной мере были возвращены римлянами фракийцам. По одной из версий, это произошло между 57 и 55 годами до н. э. в период проконсульства в Македонии Луция Кальпурния Пизона, который поддерживал тесные отношения с неким фракийским царем Котисом и получил от него огромную по тем временам взятку в 300 талантов серебра. Не исключено, что этот Котис I был сапейским царём, который за указанную взятку вернул под контроль сапеев исторически принадлежавшие им прибрежные территории. Марк Туллий Цицерон в своей обвинительной речи против Луция Кальпурния Пизона (55 год до н. э.) упоминает об ожесточённой борьбе указанного царя Котиса с династом бессов Рабокентом, в результате которой последний был убит вместе со всей своей свитой, что свидетельствует о том, что владения Котиса соседствовали с землями бессов (а о соседстве сапеев с бессами известно из «Географии» Страбона).

### Период доминирования во Фракии
Аппиан Александрийский, повествуя в своей «Римской истории» об обстоятельствах битвы при Филиппах (42 год до н. э.), упоминает царей сапеев и корпилов, братьев-соправителей, Рескупорида I и Раскоса, сыновей царя Котиса I. Согласно Аппиану, при приближении противоборствующих римских армий братья направились каждый в один из римских военных лагерей, Раскос прибыл в лагерь второго триумвирата, Рескупорид — в лагерь Брута и Кассия. Рассказ Аппиана интересен ещё и тем, что в нём упоминается так называемый «Сапейский проход» (или «Сапейское ущелье»), владение которым, наряду с «Карпильским проходом», позволяло контролировать дорогу вдоль побережья Фракийского моря — единственный в то время путь из Европы в Азию. Именно своевременное взятие под контроль Сапейского прохода передовыми легионами Цезаря Октавиана и Марка Антония преградило дорогу переправившимся через Геллеспонт войскам Брута и Кассия, которые вынуждены были искать обходные пути. И тогда именно сапейский царь Рескупорид указал им тайные тропы через непроходимые склоны «Сапейской горы» (очевидно, южные склоны Родоп к востоку от Нестоса). Последовавшая за эти битва при Филиппах принесла, однако, победу триумвирам и помогавший им Раскос выхлопотал прощение для своего брата Рескупорида, продолжив вместе с ним править сапейскими землями в качестве союзника Рима.
Главный вывод, который можно сделать из рассказа Аппиана, заключается в том, что в начале 2-й половины I века до н. э. сапейское царство Рескупорида и Раскоса занимало довольно значительную территорию южных предгорий Родоп. О величине владений этих сапейских царей свидетельствует, в частности, их военный потенциал — каждый из братьев прибыл в расположение противоборствующих римских армий во главе трёх тысяч сапейских всадников. Судя по всему, потомки именно этого Рескупорида в последней трети I века до н. э. распространили свою гегемонию на бо́льшую часть Фракии и правили под покровительством Рима вплоть до учреждения на её территории римской провинции в 46 году. Основанную им династию иногда называют в его честь «династией Рескупорида».
Следующим сапейским царём стал Котис II, сын Рескупорида, имя которого упоминается в дошедших до нас надписях из Афин, Маронеи (совр. Марония), Плотинополиса и Визия. Последняя надпись наиболее интересна, во-первых, тем, что Визий находился в самом сердце владений астейско-одрисских царей (наследников некогда могущественного Одрисского царства), во-вторых, тем, что надпись была посвящена «царю Котису, сыну царя Раскупорида» некими «римлянами». Это самая первая по времени надпись из Визия, упоминающая сапейского царя, что может свидетельствовать о распространении Котисом своей власти на территорию одрисов (на всю либо некую её часть в районе Визия), кроме того, из содержания надписи следует, что в произошедших событиях некое участие принимал Рим. Достоверно установить год распространения власти Котиса II на земли одрисов по существующим источникам не представляется возможным, однако определённым ориентиром может служить сражение при Акциуме 31 года до н. э., в котором на стороне проигравшего Марка Антония участвовал и астейско-одрисский царь Садал II. Согласно Диону Кассию, после сражения Октавиан одних местных царей, воевавших против него, сверг с престола и заменил своими сторонниками, других — лишил существенной части их владений.
Из сохранившихся источников известно, по крайней мере, о двух сыновьях Котиса — Реметалке I и Рескупориде II, первый из которых впервые упоминается Плутархом в связи с битвой при Акциуме 31 года до н. э. Первоначально Реметалк, как и Садал II, находился в лагере Марка Антония, но вовремя переметнулся к Октавиану. Плутарх называет Реметалка «царём фракийцев», однако в то время он не мог иметь этого титула, а получил его от Октавиана значительно позже.

## Память
По одной из версий, название города Сапе в округе Родопи современной Греции, расположенного на одной из территорий, где в древности жили сапеи, происходит от имени этого фракийского племени.